# جمهورية أفغانستان الديمقراطية
قامت جمهورية أفغانستان الديمقراطية (بالبشتوية: د افغانستان دمکراتی جمهوریت)، التي أُعيد تسميتها في عام 1986 إلى جمهورية أفغانستان، في الفترة بين عام 1978 إلى عام 1992، حيث حكم أفغانستان الحزب الديمقراطي الشعبي الأفغاني.
جاء الحزب الديمقراطي الشعبي الأفغاني إلى السلطة عبر انقلاب عسكري عُرف باسم ثورة ثور، التي أطاحت بحكومة محمد داود خان. خلف داود نور محمد تركي رئيسًا للدولة والحكومة في 30 أبريل 1978. قام تركي وحفيظ الله أمين، منسق ثورة ساور، بالعديد من الإصلاحات المثيرة للجدل خلال حكمهم، كإصلاح الأراضي والزواج. أضاف أمين على الإصلاحات التي أدخلها داود، إصلاحات أخرى كتعميم التعليم ومساواة المراة في الحقوق. بدأ صراع على السلطة، بعد فترة وجيزة من قيامها، بين فصيل خلق الذي يتزعمه تركي وأمين، وفصيل برجم الذي يتزعمه بابراك كرمال. فاز الخلقيون، وفُصل البرجميون من الحزب. نُفي أبرز قادة برجم إلى الكتلة الشرقية والاتحاد السوفيتي.
بدأ صراع على السلطة داخل فصيل خلق بين تركي وأمين، وذلك بعد الصراع بين فصيلي خلق وبرجم. فاز أمين بالصراع، وقُتل تركي بناءً على أوامره. أبانت فترة حكمه عدم شعبيته داخل بلاده (بسبب الإصلاحات المذكورة سابقًا) وفي الاتحاد السوفيتي. تدخل الاتحاد السوفيتي، بدعم من الحكومة الأفغانية، في ديسمبر 1979، واغتالت القوات العسكرية السوفيتية أمين يوم 27 ديسمبر. أصبح كرمال حاكم أفغانستان بدلًا منه. اشتهر عصر كرمال، الذي استمر منذ عام 1979 إلى 1986، بقيام الحرب السوفيتية في أفغانستان ضد المجاهدين الأفغان المتمردين. نتج عن الحرب سقوط أعداد كبيرة من الضحايا المدنيين، فضلًا عن فرار ملايين اللاجئين إلى باكستان وإيران. استحدثت الحكومة ما عُرف بالمبادئ الأساسية، وهو وثيقة دستورية، في أبريل 1980، وسُمح للعديد من الأعضاء غير المنتمين للحزب الديمقراطي الشعبي الأفغاني بالمشاركة في الحكومة كجزء من سياسة الحكومة لتوسيع قاعدة دعمها. فشلت سياسات كرمال في إحلال السلام في البلد الذي انهكته الحرب، وخلفه في عام 1986 محمد نجيب الله كأمين عام للحزب الديمقراطي الشعبي الأفغاني.
اتبع نجيب الله سياسة المصالحة الوطنية مع المعارضة، وطرح دستور أفغاني جديد في عام 1987، وأُجريت انتخابات ديمقراطية في عام 1988 (وقد قاطعها المجاهدون). تنامت مقاومة الحكومة، بعد الانسحاب السوفيتي من أفغانستان في 1988-1989. تبين أن عام 1990 عام التغيير في السياسة الأفغانية، إذ اعتُمد دستور جديد ينص على أن أفغانستان جمهورية إسلامية، وتحول الحزب الديمقراطي الشعبي الأفغاني إلى حزب الوطن، الذي لايزال يتواجد حتى يومنا هذا باسم حزب الوطن الديمقراطي. أبانت الحكومة، في ما يتعلق بالجبهة العسكرية، عن قدرتها على هزيمة المعارضة المسلحة في معركة مفتوحة، كما هو الحال في معركة جلال أباد. انهارت، رغم ذلك، حكومة نجيب الله في أبريل 1992، نتيجة المعارضة المسلحة العدوانية، والمشاكل الداخلية، كمحاولة الانقلاب الفاشلة من قبل فصيل خلق في عام 1990، وحل الاتحاد السوفيتي عام 1991.
يحد جمهورية أفغانستان الديمقراطية، جغرافيًا، من الجنوب باكستان، وكذلك من الشرق، ومن الغرب إيران، ومن الشمال الاتحاد السوفيتي (جمهورية تركمانستان الاشتراكية السوفيتية، وجمهورية أوزبكستان الاشتراكية السوفيتية، وجمهورية طاجيكستان الاشتراكية السوفيتية)، ومن أقصى الشمال الشرقي الصين، وقد بلغت مساحة أراضيها 652,000 كيلومتر مربع (252,000 ميل مربع).

## نبذة تاريخية

### ثورة ثور وتركي: 1978-1979
أُطيح بمحمد داود خان، رئيس جمهورية أفغانستان منذ 1973 إلى 1978، خلال ثورة ثور (ثورة أبريل) بعد وفاة مير أكبر خيبر، سياسي برجمي يتبع الحزب الديمقراطي الشعبي الأفغاني، الذي توفي في ظروف غامضة. كان حفيظ الله أمين، وهو يتبع فصيل خلق، المنسق الرئيسي للانقلاب. انتُخب نور محمد تركي، زعيم الخلقيين، رئيسًا لهيئة رئاسة المجلس الثوري، ورئيسًا لمجلس الوزراء، واحتفظ بمنصبه أمينًا عامًا للجنة المركزية للحزب الديمقراطي الشعبي الأفغاني. كان تحت إدارته بابراك كرمال، زعيم فصيل برجم، بوصفه نائبًا لرئيس المجلس الثوري، ونائبًا لرئيس مجلس الوزراء، كما كان أمين نائبًا لرئيس مجلس الوزراء، ووزيرًا للخارجية، ومحمد أسلم وطنجار نائبًا لرئيس مجلس الوزراء. تبين أن تعيين كرمال وأمين ووطنجار كنواب لرئيس مجلس الوزراء أمر داعٍ إلى الاضطراب، إذ أدى إلى إنشاء ثلاث حكومات مختلفة داخل الحكومة، ففصيل خلق كان مسؤولًا أمام أمين، وفصيل برجم كان مسؤولًا أمام كرمال، والضباط العسكريين (وهم تابعون لبرجم) كانوا مسؤولين أمام وطنجار.
نشأ الصراع الأول بين الخلقيين والبرجميين عندما أراد فصيل خلق منح عضوية اللجنة المركزية للحزب الديمقراطي الشعبي الأفغاني لضباط عسكريين شاركوا في ثورة ثور. غير أمين، الذي كان يعارض في السابق تعيين ضباط عسكريين في قيادة الحزب الديمقراطي الشعبي الأفغاني، موقفه، وأصبح يدعم ترقيتهم. صوت المكتب السياسي للحزب الديمقراطي الشعبي الأفغاني لصالح منح العضوية للضباط العسكريين، وصور المنتصرون (الخلقيون) البرجميين باعتبارهم انتهازيين (وألمحوا ضمنًا إلى أن البرجميين ركبوا الموجة الثورية، ولكنهم لم يشاركوا فعليًا في الثورة). كان مصطلح برجمي، بحسب كلام تركي، مرادفًا للطائفية، وهو ما جعل الأمور أسوأ بالنسبة للبرجميين. تمكن أمين، في 27 يونيو، أي بعد ثلاثة أشهر من الثورة، من التفوق على البرجميين في اجتماع اللجنة المركزية. قرر الاجتماع أن فصيل خلق وحده الذي له الحق في وضع وتقرير السياسات، ما أدي إلى إضعاف فصيل برجم. نُفي كارمال. اكتشفت قيادة خلق، في وقت لاحق، انقلاب خطط له البرجميون بقيادة كرمال. أدى كشف الانقلاب إلى رد فعل سريع، وبدأت عملية التخلص من البرجميين. استُدعي ممثلو فصيل برجم، لكن قلة منهم هم الذين عادوا،  فعلى سبيل المثال، بقي كرمال ومحمد نجيب الله في بلديهما.
قُدم، خلال حكم تركي، إصلاح زراعي لم يحظ بشعبية، أدى إلى مصادرة الأراضي من قبل الحكومة دون تعويض، فعطل التسهيلات الإئتمانية، وأدى إلى مقاطعة مشتري المحاصيل للمستفيدين من الإصلاح، ما أدى إلى انخفاض المحاصيل الزراعية وزيادة السخط بين الأفغان. بدأ تركي في خفض هذه السياسة بعد أن أدرك درجة الاستياء الشعبي من الإصلاح. زاد التاريخ الطويل لأفغانستان في مقاومة أي نوع من أنواع السيطرة الحكومية المركزية من تقويض سلطته. لذلك لم يُنفذ جزءًا كبيرًا من الإصلاح الزراعي على الصعيد الوطني. بدأ تركي، وقادة الحزب الآخرين، في الأشهر التي تلت الانقلاب، سياسات أخرى تحدت القيم الأفغانية التقليدية وهياكل السلطة التقليدية المتأصلة في المناطق الريفية. أدخل تركي النساء إلى الحياة السياسية وسن تشريعات لإنهاء الزواج القسري. أدى لاحقًا رد الفعل المعادي للإصلاح إلى اندلاع الحرب الأهلية الأفغانية.

### أمين والتدخل السوفيتي: 1979
كانت علاقة أمين وتركي قوية للغاية في البداية، لكنها سرعان ما تدهورت. سرعان ما اشمئز أمين، الذي أوجد حالة من العبادة شخصية تتمحور حول تركي، من الشكل الذي اتخذه مع تركي، الذي بدأ يؤمن بتألقه. بدأ تركي في رفض اقتراحات أمين، ما عزز من شعور أمين بالاستياء العميق. نشأ بينهما، مع تنمامي تحول علاقتهما إلى حالة من الفوضى، صراع على السلطة للسيطرة على الجيش الأفغاني. أنشأ المجلس الثوري والمكتب السياسي لحزب الشعب الديمقراطي في أفغانستان، في أعقاب انتفاضة هرات 1979، المجلس الأعلى للدفاع الوطني. انتُخب تركي رئيسًا له، بينما أصبح أمين نائبًا له. لم يكن تعيين أمين، وحصوله على رئاسة مجلس الوزراء (كرئيس لمجلس الوزراء)، خطوة إلى الأمام كما يمكن أن يُفترض، إذ كانت المناصب الجديدة لأمين، بسبب الإصلاحات الدستورية، بلا نفوذ إلى حد ما. كانت هناك محاولة اغتيال فاشلة بقيادة العصابة الرباعية، التي كانت تتألف من وطنجار، وسيد محمد غولابزوي، شيريجان مازدوريار، وأسد الله سروري. دفعت محاولة الاغتيال هذه أمين إلى التآمر ضد تركي، وعندما عاد تركي من رحلة إلى هافانا، أُطيح به، وخُنق في ما بعد، بناء على أوامر من أمين.
التزم أمين، خلال فترة تواجده القصيرة في السلطة (104 يوم)، بإنشاء قيادة جماعية. وعد أمين، بعد الإطاحة بتركي: «من الآن فصاعدًا لن تكون هناك حكومة رجل واحد…». أعدم الحزب الديمقراطي الشعبي الأفغاني، قبل التدخل السوفيتي، ما بين 1000 إلى 7000 شخص، معظمهم في سجن بول الشرقي. كان مجموع الذين اعتقلوا خلال حكم تركي وأمين مجتمعين يتراوح بين 17,000 و25,000. لم يكن أمين محبوبًا لدى الشعب الأفغاني. خلال فترة حكمه، زادت المعارضة للنظام الشيوعي، وفقدت الحكومة السيطرة على الريف. تدهورت حالة الجيش الأفغاني في عهد أمين، وانخفض عدد الأفراد العسكريين في الجيش الأفغاني من 100,000 في أعقاب ثورة ثور مباشرة إلى ما بين 50,000 إلى 70,000. ثمة مشكلة أخرى هي أن الاستخبارات السوفيتية (كي جي بي) اخترقت الحزب الديمقراطي الشعبي الأفغاني والجيش والبيروقراطية الحكومية. في حين تنامت خطورة أمين في أفغانستان يومًا بعد يوم، كان أعداؤه، في منفى الاتحاد السوفيتي والكتلة الشرقية، يحثون على إبعاده. التقى بابراك كرمال، زعيم فصيل برجم، بالعديد من الشخصيات البارزة في الكتلة الشرقية خلال هذه الفترة، وأراد محمد أسلم وطنجار، وسيد محمد غولابزوي، وأسد الله سروري الانتقام من أمين.
في غضون ذلك، في الاتحاد السوفيتي، أرادت اللجنة الخاصة للمكتب السياسي لأفغانستان التي تألفت من يوري أندروبوف، وأندري جروميكو، ودميتري أوستينوف، وبوريس بونوماريف، إنهاء الانطباع بأن الحكومة السوفيتية تدعم قيادة أمين وسياساته. سعى أندروبوف بشدة من أجل التدخل السوفيتي، وأخبر ليونيد بريجينيف أن سياسات أمين، باستخدامه القمع الجماعي، قد دمرت قدرة الجيش والحكومة على التعامل مع الأزمة. كانت الخطة، بحسب لأندروبوف، حشد قوة صغيرة للتدخل وإزالة أمين من السلطة واستبداله بكرمال. أعلن الاتحاد السوفيتي خطته للتدخل في أفغانستان في 12 ديسمبر 1979، وبدأت القيادة السوفيتية عملية العاصفة-333 (المرحلة الأولى من التدخل) في 27 ديسمبر 1979.
ظل أمين يثق بالاتحاد السوفيتي حتى النهاية، رغم تدهور العلاقات الرسمية مع الاتحاد السوفيتي. بعد أن سلمت المخابرات الأفغانية أمين تقريرًا يفيد بأن الاتحاد السوفيتي سيغزو البلاد، ويطيح به، ادعى أمين أن التقرير كان نتاجًا للإمبريالية. يمكن تعليل وجهة نظره بحقيقة أن الاتحاد السوفيتي، بعد عدة أشهر، قرر إرسال قوات إلى أفغانستان. أُبلغ أمين، خلافًا للقناعات الغربية المعتادة، بالقرار السوفيتي بإرسال قوات إلى أفغانستان. قُتل أمين على يد القوات السوفيتية في 27 ديسمبر 1979.

### فترة كرمال: 1979-1986
صعد كرمال إلى السلطة بعد اغتيال أمين. بثت إذاعة كابل، في 27 ديسمبر، خطاب كارمال المسجل سلفًا، وجاء فيه «لقد حُطمت اليوم آلة تعذيب أمين وأعوانه، الجلادون الهمجيون، والمغتصبون والقتلة لعشرات الآلاف من مواطنينا، الآباء منهم والأمهات والأخوات والأخوة والأبناء والبنات والأطفال والمسنين …». هنأ ليونيد بريجنيف، الأمين العام للجنة المركزية للحزب الشيوعي السوفيتي، وأليكسي كوسيغين، رئيس مجلس الوزراء، كرمال على «انتخابه» رئيسًا، وذلك يوم في 1 يناير، قبل أن تنتخبه أي هيئة حكومية أو حزبية أفغانية لأي منصب.
وعد كرمال، بعد وصوله إلى السلطة، بإنهاء الإعدام، وإنشاء المؤسسات الديمقراطية والانتخابات الحرة، ووضع دستور، وتقنين الأحزاب الأخرى غير الحزب الديمقراطي الشعبي الأفغاني، واحترام الممتلكات الفردية والشخصية. سيُفرج لاحقًا عن السجناء المحتجزين في ظل الحكومتين السابقتين بموجب عفو عام. وعد كذلك بتشكيل حكومة ائتلافية، مع وعده بأنها لن تتبنى الاشتراكية. أبلغ، في الوقت نفسه، الشعب الأفغاني بأنه تفاوض مع الاتحاد السوفيتي لتقديم المساعدة الاقتصادية والعسكرية والسياسية. كان من المستحيل تنفيذ ذلك في وجود الاتحاد السوفيتي، حتى لو كان كرمال يريد كل هذا حقًا. لم يثق غالبية الأفغان في الحكومة في ذلك الوقت. ظل الكثيرون يتذكرون لكرمال وعده، عام 1978، بحماية رأس المال الخاص، وهو وعد ثبت في ما بعد أنه كذب.
قررت الحكومة الأفغانية والجيش السوفيتي حل الصراع عسكريًا بعد أن فشل الحل السياسي. جاء التحول من الحل السياسي إلى الحل العسكري تدريجيًا. بدأ التحول في يناير 1981، إذ ضاعف كرمال رواتب العسكريين، وأصدر عدة ترقيات، ومنح أوسمة لجنرال وثلاثة عشر عقيدًا. خفض سن التجنيد، ومد فترة إلزامية الخدمة العسكرية، ورفع سن جنود الاحتياط إلى 35 عامًا. فقد اسد الله سروري، في يونيو، منصبه في المكتب السياسي للحزب الديمقراطي الشعبي الأفغاني، وحل محله محمد أسلم وطنجار، قائد دبابة سابق ووزير الاتصالات في ذلك الوقت، واللواء محمد رفیع، وزير الدفاع، ومحمد نجيب الله، رئيس الحركة. اتُخذت هذه التدابير بسبب انهيار الجيش، وقد كان بإمكان الجيش قبل الغزو تعبئة 100,000  جندي، في حين بعد الغزو استطاع تعبئة 25,000 جندي فقط. فشت حالات الهروب من الخدمة العسكرية، وكثيرًا ما تدفع حملات تجنيد الشباب إلى لحاقهم بالمعارضة. أُنشئ سبع مناطق عسكرية لكل منها مجلس دفاع خاص بها من أجل تنظيم الجيش على نحو أفضل. أُنشئ مجلس الدفاع على المستوى الوطني والإقليمي ومستوى الولايات لنقل الصلاحيات إلى الحزب الديمقراطي الشعبي الأفغاني المحلي. تشير التقديرات إلى أن الحكومة الأفغانية أنفقت ما يصل إلى 40% من إيرادات الحكومة على هيئة الدفاع العسكري.
اضطر كرمال، بسبب الضغط المتزايد من القيادة السوفيتية، إلى الاستقالة من منصبه كأمين عام للحزب الديمقراطي الشعبي الأفغاني في مايو 1985. خلفه نجيب الله، وزير أمن الدولة السابق، في منصبه كأمين عام للحزب الديمقراطي الشعبي الأفغاني. ظل كرمال يمارس نفوذه على صعيد المستويات العليا في الحزب والدولة إلى أن أُجبر على الاستقالة من منصبه كرئيس للمجلس الثوري في نوفمبر 1986. خلف كرمال حاجي محمد شمكاني، الذي لم يكن عضوًا في الحزب الديمقراطي الشعبي الأفغاني.

### نجيب الله والانسحاب السوفيتي: 1986-1989
أُنشئت، في سبتمبر 1986، لجنة التسوية الوطنية بناء على أوامر نجيب الله. كان هدف لجنة التسوية الوطنية الاتصال بالمناهضين للثورة «من أجل استكمال ثورة ثور في موجتها الجديدة». اتصلت الحكومة بنحو 40,000 من المتمردين. دعا نجيب الله، في نهاية عام 1986، إلى وقف إطلاق النار لمدة ستة أشهر وإجراء محادثات بين مختلف قوات المعارضة كجزء من سياسته للمصالحة الوطنية. كانت المحادثات لتكون مثمرة في حال أدت إلى تشكيل حكومة ائتلافية، ووضعت حدًا لاحتكار الحزب الديمقراطي الشعبي الأفغاني للسلطة. فشلت المحادثات، ولكن تمكنت الحكومة من تجنيد المجاهدين المقاتلين المحبطين كميليشيات حكومية. أدت المصالحة الوطنية بالفعل إلى زيادة عدد سكان الحضر المؤيدين لحكم نجيب الله، وإلى تحقيق الاستقرار في قوات الدفاع الأفغانية.
ظل المستشارون السوفيت يقومون بمعظم الأعمال، بعد أن تولى نجيب الله السلطة، رغم أن نجيب الله كان رئيس أفغانستان بحكم القانون. كما قال غورباتشوف: «ما زلنا نفعل كل شيء بأنفسنا… ويعرف شعبنا كيف نفعل ذلك. لقد سلبوا نجيب الله حريته». اتهم غورباتشوف فكريات طابيف، السفير السوفيتي في أفغانستان، بالتصرف كحاكم عام، واستدعاه من أفغانستان في يوليو 1986. رغم دعوة غورباتشوف إلى إنهاء إدارة السوفيت للأمور في أفغانستان، إلا أنه لم يكن بوسعه مقاومة نفسه في إدارة ببعض الأمور. قال غورباتشوف، في اجتماع المكتب السياسي السوفيتي: «من الصعب بناء بناية جديدة من مواد قديمة… أرجو من الله ألا نكون قد ارتكبنا خطًأ مع نجيب الله». كانت أهداف نجيب الله، كما تبين بمرور الوقت، عكس أهداف الاتحاد السوفيتي، فقد كان نجيب الله يعارض الانسحاب السوفيتي، وكان الاتحاد السوفيتي يريد الانسحاب. كان ذلك مفهومًا لأن الجيش الأفغاني كان على وشك التفكك. اعتقد نجيب الله أن الوسيلة الوحيدة لبقائه على قيد الحياة هي الاحتفاظ بالوجود السوفيتي. انسحبت من أفغانستان، في يوليو 1986، ست كتائب سوفيتية يصل قوامها إلى 15,000 جندي. كان الهدف من هذا الانسحاب المبكر، بحسب غورباتشوف، أن يظهر للعالم جدية القيادة السوفيتية بشأن مغادرة أفغانستان. أخبر السوفيت حكومة الولايات المتحدة بأنهم يخططون للانسحاب، ولكن حكومة الولايات المتحدة لم تصدقه. عندما التقى غورباتشوف برونالد ريغان خلال زيارته للولايات المتحدة، دعا ريغان بغرابة شديدة إلى حل الجيش الأفغاني.
وقعت الحكومتان الأفغانية والباكستانية، في 14 أبريل، اتفاقيات جنيف لعام 1988، ووقع الاتحاد السوفيتي والولايات المتحدة بوصفهما ضامنين، ونصت المعاهدة على وجوب انسحاب الجيش السوفيتي من أفغانستان بحلول 15 فبراير 1989. قال إدوارد شيفردنادزه، خلال اجتماع للمكتب السياسي، «سنغادر البلد في حالة مؤسفة»، ثم واصل الحديث عن الانهيار الاقتصادي وعن ضرورة الإبقاء على ما لا يقل عن 10,000 إلى 15,000 جندي في أفغانستان. أيد فلاديمير كريوتشكوف، رئيس هيئة الاستخبارات السوفيتية، هذا الموقف. كان سيُعد هذا الموقف، إذا ما نُفذ، خيانة لاتفاقيات جنيف التي وُقع عليها. كان نجيب الله ضد أي نوع من الانسحاب السوفيتي. بقي عدد قليل من القوات السوفيتية بعد الانسحاب السوفيتي، فعلى سبيل المثال، كان جنود المظلات الذين حموا موظفي السفارة السوفيتية، والمستشارين العسكريين والقوات الخاصة وقوات الاستطلاع لا يزال يعملون في «الولايات النائية»، ولا سيما على طول الحدود الأفغانية السوفيتية.

### السقوط: 1989-1992
واصلت باكستان، تحت قيادة محمد ضياء الحق، دعم المجاهدين الأفغان، رغم أن ذلك كان مخالفًا لاتفاقيات جنيف. في البداية توقع معظم المراقبين أن تنهار حكومة نجيب الله على الفور، وأن تُستبدل بحكومة إسلامية أصولية. ذكرت وكالة المخابرات المركزية في تقرير لها، أن الحكومة الجديدة ستكون غامضة في موقفها، أو حتى أسوأ عدائية، تجاه الولايات المتحدة. نشبت معركة جلال أباد، مباشرة بعد الانسحاب السوفيتي، بين قوات الحكومة الأفغانية والمجاهدين، وقد صدت القوات الحكومية، على عكس ما توقعه الكثيرون، الهجوم وكسبت المعركة. لم يستمر ذلك الموقف، وبحلول صيف عام 1990، كانت القوات الحكومية الأفغانية في موقف دفاعي من جديد. سيطرت الحكومة، بحلول بداية عام 1991، على 10% فقط من أفغانستان، وانتهى حصار خوست الذي دام أحد عشر عامًا بانتصار المجاهدين وانهارت معنويات الجيش الأفغاني في نهاية المطاف. لم يكن من المفيد تفكك الاتحاد السوفيتي، فقد توقف دفع مئات الملايين من الدولارات من المعونة الاقتصادية السنوية المقدمة من موسكو إلى حكومة نجيب الله.
عرض نجيب الله، في مارس 1992، الاستقالة الفورية لحكومته، وبعد اتفاق مع الأمم المتحدة استُبدلت حكومته بحكومة مؤقتة. قبل نجيب الله، في منتصف أبريل، خطة الأمم المتحدة لتسليم السلطة إلى مجلس مكون من سبعة رجال. أُجبر نجيب الله، بعد بضعة أيام، في يوم 14 أبريل تحديدًا، على الاستقالة، بناءً على أوامر من حزب الوطن، بسبب فقدان السيطرة على قاعدة باغرام الجوية وبلدة شاريكار. أصبح عبد الرحيم هاتف القائم بأعمال رئيس الدولة بعد استقالة نجيب الله. ناشد نجيب الله، قبل وقت قصير من سقوط كابول، الأمم المتحدة، العفو الذي مُنح إياه. منع عبد الرشيد دوستم نجيب الله من الفرار، وسعى نجيب الله إلى الحصول على ملاذ في مقر الأمم المتحدة المحلي في كابول. لم تنته الحرب في أفغانستان بالإطاحة بنجيب الله، ولا تزال مستمرة حتى اليوم. 

## وصلات خارجية
- Soviet Air Power: Tactics and Weapons Used in Afghanistan by Lieutenant Colonel Denny R. Nelson
- Video on Afghan-Soviet War from the Peter Krogh Foreign Affairs Digital Archives
- Library of Congress Country Study — Afghanistan
- Soviet Documents
- Online Afghan Calendar with Historical dates
- Red Army in Afghanistan على يوتيوب